# دبلوم الدراسات في اللغة الفرنسية

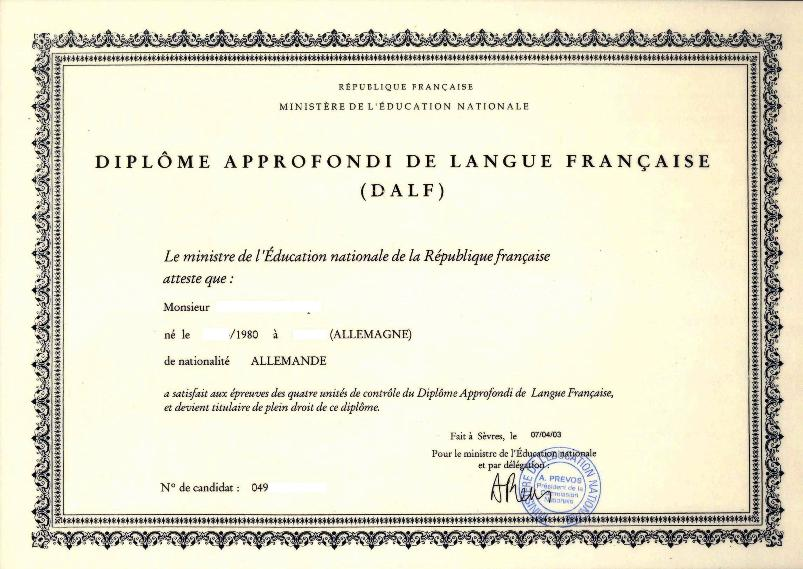
شهادة دلف 1 في اللغة الفرنسية

دبلوم الدراسات في اللغة الفرنسية، ديلف (بالفرنسية: Diplôme d'études en langue française) أو DELF، هي شهادة في قدرات اللغة الفرنسية لغير الناطقين باللغة الفرنسية ويديرها المركز الدولي للدراسات التربوية واختصاره CIEP في وزارة التعليم الفرنسية. وتتألف من أربع دبلومات مستقلة تقابل المستويات الأربعة الأولى الإطار الأوروبي المرجعي العام للغات: A1 و A2 و B1 و B2. فوق هذا المستوى، تم اعتماد أقسام «المستخدم المؤهل» من قبل دبلوم اللغة الفرنسية المتقدم واختصاره DALF. تتوفر الامتحانات في أربعة أنواع: 
ديلف بغيم"DELF Prim" وهي مخصصة لطلاب المدارس الابتدائية (متوفرة فقط في مستويات اعدادي A1 و A1 و A2) وديلف جونيوغ سكوليغ "DELF Junior et Scolaire" والذي يستهدف طلاب المدارس الثانوية وديلف توس بوبليك "DELF Tous Publics" الذي يستهدف البالغين وديلف بغو "DELF Pro" الذي يستهدف الأشخاص الرغبين في العمل. كل صنف مستحق لنفس الدرجة تمامًا وينتج عنه منح نفس الدبلوم، لكن تتنوع المواد لضمان ملاءمتها للفئة المستهدفة. شهادات DELF صالحة مدى الحياة ولا تنتهي صلاحيتها ولاتحتاج تجديد.

## أقسام الامتحان
في امتحانات DELF، يتم عمل اختبارات الاستماع والقراءة والكتابة بشكل متعاقب وبشكل جماعي ويتم إجراء الاختبار الشفوي بشكل منفصل.

### الجزء الأول: الاستماع
في هذا القسم يتم عرض المرشح على سلسلة من التسجيلات ثم يطلب منه ملء بعض أسئلة الفهم فيما يتعلق بماسمعه. في المستويات من A1 إلى B1، يتم تشغيل التسجيل مرتين، وتصل مدته حتى 3 دقائق كحد أقصى عند مستوى A1 و6 دقائق كحد أقصى عند مستوى B1. في اختبار B2، يتم تقديم تسجيلين للمرشحين. يتم تشغيل التسجيل الأول مرتين والثاني مرة واحدة فقط، مع إجمالي مدة تسجيلات حوالي 8 دقائق.

### الجزء الثاني: القراءة
يختبر هذا القسم فهم القراءة لدى المرشحين من خلال تقديم العديد من النصوص المكتوبة القصيرة، تليها أسئلة الفهم التي تتطلب تعبئة مبسطة (التأشير، الاختيار من متعدد، الصواب / الخطأ) أو إجابة مكتوبة مع التفسير. في مستويات A1 و A2 ، يتم تقديم العديد من النصوص القصيرة أو العلامات للمرشحين. في مستويات B1 و B2، يتم إعطاء المرشحين نصوصًا أطول، ويبلغ إجمالي طول النصوص في مستوى B2 حوالي 1000 كلمة.

### الجزء الثالث: الكتابة
هنا يتم اختبار المهارات الكتابية لدى المرشحين وتختلف في الموضوعات وفقًا للمستوى.
- A1 - المهمة الأولى هي ملء مستند بالمعلومات الشخصية المطلوبة. المهمة الثانية هي كتابة نص بسيط يحتوي على محتوى الحياة اليومية.
- A2 - المهمة الأولى هي وصف حدث قصير أو تجربة. المهمة الثانية هي كتابة نص: للتعبير عن دعوة أوتهنئة أوإعطاء معلومات أو مبررات وما إلى ذلك.
- B1 - التعبير عن وجهة النظر الشخصية في موقف معين من خلال مقال أو رسالة.
- B2 - التعبير عن وجهة نظر شخصية مع مبررات، والرد على الرسالة وما إلى ذلك، مثلما هو الحال في مستوى B1.

الطول المطلوب للكتابة هو 40 كلمة في مستوى A1 و80 كلمة في مستوى A2 و160 -180 كلمة في مستوى B1 و 250 كلمة على الأقل لمستوى B2.

### الجزء الرابع: التحدث
في المستويين A1 و A2 ، يتكون هذا القسم من محادثة موجهة حيث يتم توجيه المرشحين من قبل الممتحن، وتبادل قصير للمعلومات حول موضوع محدد وأخيرًا لعب الأدوار بين الممتحن والمرشح. على مستوى B1 تكون محادثة موجهة، تمرين تفاعلي ومناقشة وثيقة مصممة لاستثارة رد فعل من المرشح. على مستوى B2، يجب على المرشح أن يوضح ويدافع عن رأيه، بناءً على مستند قصير مصمم لاستثارة رد فعل.

## حساب العلامات
على الرغم من اختلاف الصعوبة، فإن علامات الاختبار تتطابق في كل المستويات. كل قسم من الأربعة يقيم بـ25 درجة، ليصبح المجموع 100 علامة لكل اختبار. ومن أجل اجتياز الامتحان، يجب تحقيق 5 من 25 في كل قسم، والحد الأدنى للمجموع هو 50 من 100 درجة.

## مدة الإجابة
| الامتحان | الاستماع | القراءة  | الكتابة  | مجموع الاستماع والقراءة والكتابة | التحدث                     |
| -------- | -------- | -------- | -------- | -------------------------------- | -------------------------- |
| ديلف A1  | 20 دقيقة | 30 دقيقة | 30 دقيقة | 80 دقيقة                         | 5–7 دقيقة و10 دقائق اعداد. |
| ديلف A2  | 25 دقيقة | 30 دقيقة | 45 دقيقة | 100 دقيقة                        | 6–8 دقيقة و10 دقائق اعداد. |
| ديلف B1  | 25 mins  | 35 دقيقة | 45 دقيقة | 105 دقيقة                        | 15 دقيقة و10 دقائق اعداد.  |
| ديلف B2  | 30 mins  | 60 دقيقة | 60 دقيقة | 150 دقيقة                        | 20 دقيقة و15 دقائق اعداد.  |